# 간척

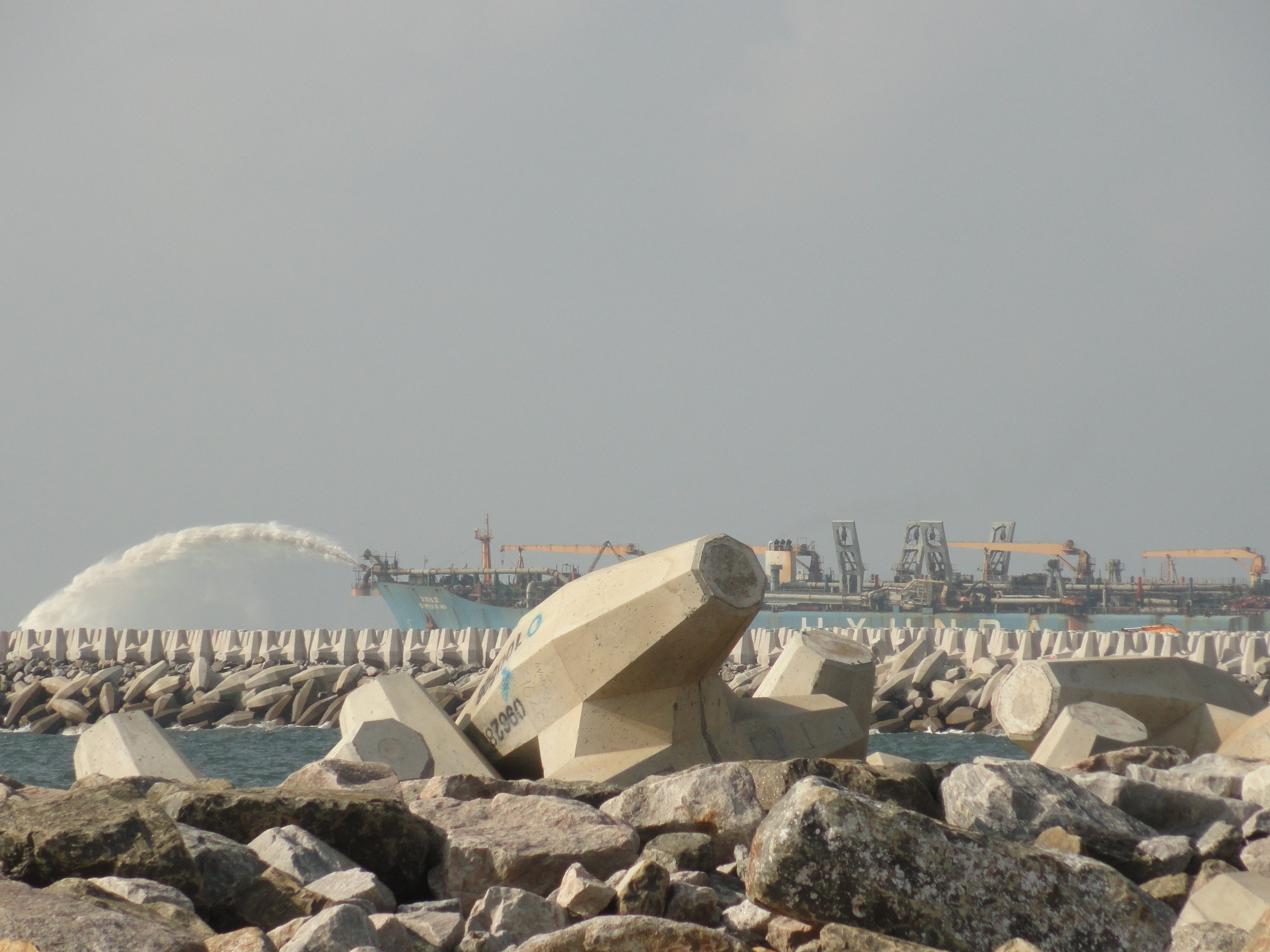

간척(干拓)은 얕은 바다를 육지로 활용하기 위해 인공 제방을 쌓고 해수를 퍼내며 일부분을 인공호수를 만들어 땅을 고르는 작업을 말한다.

## 사례
네덜란드의 폴더(polder)는 인공 제방으로 둘러싸여 있는 해수면보다 낮은 땅, 국토의 약 17%인데 간척 사업은 15세기 풍차 발명으로 본격적으로 시작되어 현재까지 계속되고 있다. 또한 네덜란드는 북해에 32km의 제방 구축, 대규모 농경지 조성 세계적 규모의 간척 사업을 계획 중이며 그 효과로 담수호를 조성하여 주변 농업 지대에 관개 용수 공급하고 네덜란드의 북부와 동부 지역을 가깝게 연결하게 된다.
대한민국의 경우, 주로 황해와 남해안 갯벌지역에서 간척을 통해서 더 넓은 땅을 확보하려는 시도가 이어지고 있다. 충청남도 서산시에서 간척 사업이 이뤄졌고, 새만금 간척 사업은 세계에서 제일 큰 규모의 간척사업이다. 그리고 대한민국 인천국제공항이 간척지 위에 지은 대표적인 건물이다. 영종도는 간척사업을 통해서 더 넓은 지역을 갖게 되었다. 또한 인천광역시 연수구의 송도국제도시 또한 간척지에 지은 신도시이다. 
북한의 경우 황금평과 비단섬 등 주로 압록강 국경지역에서 작은 섬들을 간척을 통해서 큰 섬으로 만들고 있다.

## 간척지
간척지(干拓地)는 본래 바다 또는 하천이었으나 육지로 변경시킨 땅을 의미한다. 방조제관리법(防潮堤管理法)에서는 농수산업의 재해방지와 생산력증가를 목적으로 국가나 지방자치단체가 이를 보존 관리하도록 하고 있다.

## 같이 보기
- 인공섬
- 폴더 (간척지)